# 3451 Mentor
3451 Mentor este un asteroid descoperit pe 19 aprilie 1984 de Antonín Mrkos.